# Коспас-Сарсат

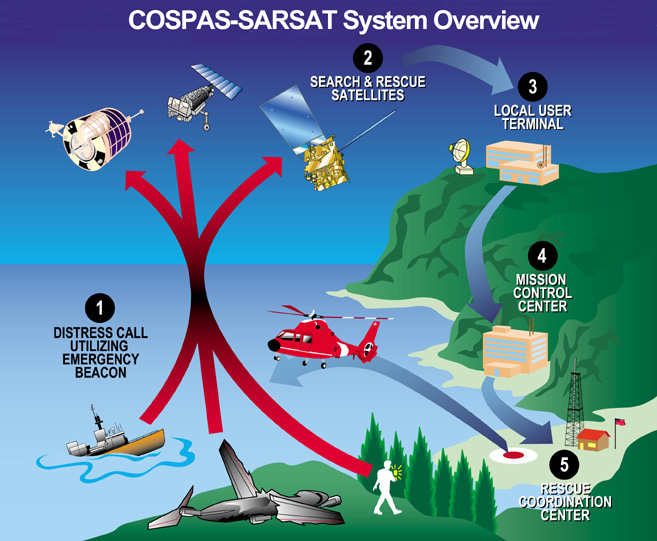
Схема функціонування системи «Коспас-Сарсат»

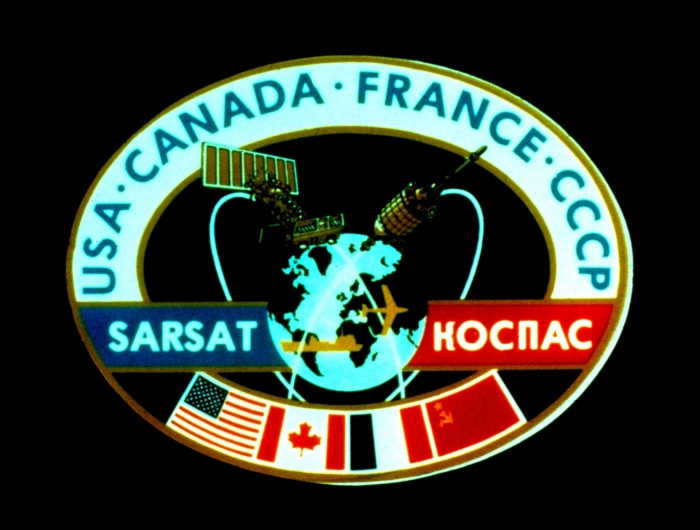
Емблема до 1992 року

Коспас-Сарсат (англ. Cospas-Sarsat) — міжнародна супутникова пошуково-рятувальна система, розроблена задля сповіщення про аварії й місцеположення персональних радіобуїв та радіобуїв, встановлених на суднах і літаках в разі аварійних ситуацій.

## Стислий опис
Складається з шести низькоорбітальних супутників, розташованих на близькій до полярної орбіті, п'яти геостаціонарних супутників, локальної наземної станції зв'язку, центру керування й координаційно-рятувальних центрів. Абонентами системи є аварійні радіобуї.
Система створена в 1977 році на основі міжнародної співпраці. У розробці й введенні в експлуатації рятувальної системи брали участь СРСР, США, Канада й Франція. Радянська частина системи — Коспас (Космічна Система Пошуку Аварійних Суден), американо-франко-канадська — Sarsat (Search And Rescue Satellite-Aided Tracking).
Супутникова частина системи працює на частоті 406,025 МГц, взаємодія з пошуковими літаками здійснюється на частоті 121,5 МГц. Обидва передавачі встановлюють на автоматичний радіобуй АРБ-406, і за сигналом на частоті 406 МГц супутник системи за допомогою ефекту Доплера може самостійно визначити координати об'єкта. До появи системи і в перші роки її функціонування як аварійні використовувались малопотужні передавачі на частоті 121,5 МГц для пошуку з літаків. Система могла приймати сигнал і від них, але в такому разі вона просто ретранслювала його на землю, де й визначались координати об'єкту.
Міжнародна супутникова система КОСПАС-SARSAT є одним з основних складників Глобальної морської системи сповіщення про нещасні випадки (англ. Global Maritime Distress and Safety System) і призначена для виявлення й визначення місцеположення суден, літаків та інших об'єктів, що зазнали аварії. Система КОСПАС-SARSAT схвалена Міжнародною морскою організацією (ІМО) і Міжнародною організацією цивільної авіації (ІКАО). Функціонування КОСПАС-SARSAT почалося з запуску 30 червня 1982 року радянського супутника «Космос-1383» (інша назва — КОСПАС-1).